# Patrick Molard
Pour les articles homonymes, voir Molard et Frères Molard.
Patrick Molard (Patrig en breton) est un musicien français d'origine et de culture bretonne. Joueur de cornemuses (uilleann pipes, binioù kozh, bagpipe), il joue également des flûtes (traversière, irlandaise, tin-whistle) et de la bombarde.
Patrick Molard est reconnu comme étant un spécialiste du Pìobaireachd, considéré comme l'un des meilleurs en Europe. Il a fait partie de diverses formations, dont certaines ont marqué la musique bretonne comme Gwerz, Pennoù Skoulm, Gwendal, l'Héritage des Celtes mais aussi Satanazet ou Ogham. Il est également professeur à l'école de musique de Carhaix et donne des conférences, stages, classes de maître...
Les frères Molard sont reconnus en tant qu'experts dans la pratique de leurs instruments (Patrick pour les cornemuses, Jacky au violon).

## Biographie

### Carrière
Patrick Molard est né le 17 novembre 1951, à Saint-Malo. Il est le frère de Dominique Molard (percussions) et Jacky Molard (violon) avec qui ils créent un trio. Très tôt, il est émerveillé par la musique écossaise et la cornemuse plus particulièrement. À 14 ans, il commence l'apprentissage de la bombarde et de la cornemuse avec le bagad Quic-en-Groigne de Saint-Malo. En 1969, il intègre le pipe-band An Ere (« le lien »), à Rennes. Il continue son apprentissage avec Jakez Pincet, qui sera son premier professeur de Pìobaireachd. Il gagne à cette époque un certain nombre de concours de soliste. À l'âge de 20 ans, il suit une formation pointue de cornemuse écossaise auprès de grands spécialistes, Robert U. Brown et Robert B. Nicol, musiciens personnels de la reine Elisabeth, dans le château de Balmoral, en Écosse. Cette période de sa vie le marque profondément, puisqu'il rendra hommage plus tard à ses professeurs de l'époque : Bob Brown et Bob Nicol dans son album To the bobs.
Après cette découverte des musiques écossaises, ce n'est qu'à son retour en Bretagne qu'il s'intéresse plus en profondeur à la musique bretonne, aux côtés notamment d'Alan Stivell. Il jouera sur plusieurs disques d'Alan Stivell et participe au renouveau celtique. Il crée en 1973 le groupe de fest-noz Satanazet avec son frère Dominique et quatre autres musiciens. En 1975, il crée, avec Mad Mesnard, Skol ar pibroc'h (« l'école du pibroch »), qu'il anime quelque temps. Avec ses quatre frères, il forme le groupe Ogham et sortent un album en 1976. Dans les années 1990, il forme un trio avec Jacky Molard et Jacques Pellen sous le nom Triptyque (album et concerts jusqu'au Yémen, Québec, festival de Porto, New York, New Orleans). Il jouera également dans les groupes Gwerz, Gwendal, Pennoù Skoulm, Den, L'Héritage des Celtes, Celtic Procession. Il accompagne Dan Ar Braz sur ses albums ou en tournée (Europe, Danemark) et crée avec lui un duo cornemuse-guitare, jusqu'à Theme for the Green Lands en 1994 et l'Héritage des Celtes. Dans les années 1970, il est formateur au bagad de Douarnenez et professeur à l'école de musique de Saint-Malo.
En 1980, 1981 et 1982, il gagne le concours MacAllan, au festival interceltique de Lorient. En 1983, il enregistre son premier disque solo. Il est sacré trois fois champion de Bretagne en sonneur en couple, avec Youenn Le Bihan ou Yves Berthou. En 1986, il obtient son Diplôme d'État de musique traditionnelle. Il entreprend des recherches sur la musique traditionnelle écossaise et bretonne. Il présente notamment ses résultats à travers des conférences-concerts, des séminaires, un peu partout en Europe : en Bretagne, en Galice et aux Asturies.
Au Quartz à Brest, il présente des créations comme Rue de la Rade en 1990 avec Manu Lann Huel, le spectacle Musiques de Bretagne en 1991, La prophétie de Gwenc'hlan en 1992 avec Kristen Noguès, Manu Lann Huel, Jacques Pellen, Jacky Molard, La nuit du bout du monde avec un concert de Pibroch et des "Voix de Bretagne", La nuit de la Bretagne en 1993 avec Jacques Pellen et Jacky Molard suivi de "Voix de Bretagne 2", La nuit du bout du monde en 1994, West Wind en 1995 avec des musiciens irlandais et bretons, In silence en 1997 avec les chorégraphies de Ko Morobushi, Quatre siècles de Pibroch en 1998 avec Andrew Wright.
En 2000, il se produit avec Manu Lann Huel à la Cité de la musique pour le spectacle « Voix de Bretagne ». En 2000, le spectacle « carte blanche aux frères Molard » reçoit le Prix de la création en Bretagne et s'appelle ensuite Bal Tribal avec la sortie de l'album en 2002 et d'une tournée (dont deux semaines en Suisse). Après un séjour en Algérie en 2003, il invite les musiciens du groupe Marzoug de Biskra pour son spectacle La rose des vents joué en Bretagne et en Algérie. La rose des vents 2 tourne en Galice et Asturies.
Il joue au festival Piping Live à Glasgow en 2007, 2009, 2010 et il réalise des tournées solo. En Écosse, il est l’un des consultants de la Piobaireachd Society, qui lui envoie de vieux manuscrits, afin qu’il les déchiffre. Il sera juge de la médaille d’or de l’Argyllshire Gathering d'Oban, le premier juge non écossais de la plus prestigieuse compétition de pibroch.*
En 2016, il joue le répertoire classique et ancien du Ceol Pibroch dans un nouveau projet, Ceol Mor - Light & Shade, entouré d'un quintet : Jacky Molard, au violon, Yannick Jory au saxophone, Eric Daniel, à la guitare, Hélène Labarrière à la contrebasse, Simon Goubert à la batterie.

### Vie privée
Il a donné naissance à trois enfants : Teddy (1978), Louri (1993) et Kened (1995).

## Discographie
- 1973 : Chants Celtiques (Filipacchi/Atlantic-WEA) (avec Gweltaz Ar Fur)
- 1983 : Ar baz valan (avec Dan Ar Braz et Jacky Molard)
- 1988 : Ar sac'h ler (avec Pierre Crepillon et Laurent Bigot)
- 1993 : Pìobaireachd, musique classique de cornemuse écossaise (Gwerz Pladenn)
- 1993 : Triptyque (avec Jacky Molard et Jacques Pellen)
- 1995 : Er bolom koh (en couple avec Youenn Le Bihan), Coop Breizh
- 1998 : Biniou braz (5 planètes)
- 2000 : Deliou (L'Oz Production), Grand prix du disque Produit en Bretagne, Bravo!!! Trad Magazine
- 2002 : Bal Tribal (frères Molard) - en public (Ton All)
- 2002 : War roudou Leon Braz (en couple avec Yves Berthou), Dastum
- 2004 : To the bobs (en duo avec Alain Genty), Keltia musique
- 2008 : The waking of the bridegroom - Dùsgadh fir na bainnse[8]
- 2016 : Ceol Mor / Light & Shade (Label Innacor)

### Participations
- 1970 : Ensemble de cornemuses - An Ere (Vogue)
- 1973 : Satanazet (Velia)
- 1973 : Gweltaz Ar Fur - Chants Celtiques (Atlantic-WEA)
- 1975 : Bagad Bleimor (Keltia III)
- 1976 : Melaine Favennec - Basse danse (30cm Névénoé)
- 1976 : Pierre Bensusan 2 (Cezame)
- 1976 : Alan Stivell E Dulenn Live in Dublin (Keltia III)
- 1976 : Ogham (Keltia 3)
- 1977 : Keris - Avel vor
- 1978 à 1980 : Dan Ar Braz - Douar Nevez, Aller dire à la ville et The Earth’s Lament
- 1980 : Pat Kilbride - Rock & Roses (Temple)
- 1981 : Melaine Favennec - Au Secret Déluge (RCA)
- 1983 : Gwendal - Locomo (Pathé Marconi)
- 1985 : Gwendal - Danse la musique (Pathé Marconi)
- 1985 : Gwerz (Dastum)
- 1987 : Gwerz - Au delà (Escalibur)
- 1988 : Rochambeau 88
- 1988 : Dañs, musiques à danser de Bretagne (Adipho)
- 1989 : Den - Just around the window (Escalibur)
- 1991 : Dan Ar Braz Frontières de Sel (Keltia Musique)
- 1991 : Gilles Servat et Triskell - L’Albatros Fou (Keltia Musique)
- 1991 : Alexie Lorca - Lolita Callas
- 1991 : Manu Lannhuel - Rue de la rade
- 1992 : Patrick Ewen - Berceuses pour les vieux enfants
- 1993 : Celtic Procession (Jacques Pellen)
- 1993 : Gwerz - Live (Gwerz Pladenn/Coop Breizh)
- 1994 : Dan Ar Braz - Theme for the green lands (Keltia)
- 1994 : Dan Ar Braz - Héritage des Celtes (Sony Columbia)
- 1994 : Alain Genty - Liv ar c'hreiz
- 1994 : Pennoù Skoulm (Escalibur)
- 1997 : Second Grand Concert of Piping
- 1997 : Gathering (Realword)
- 1997 : Gerard Delahaye (Bluesilver)
- 1997 : Christian Duro - Sonneur fisel (Escalibur)
- 1998 : Alain Genty - Le grand encrier
- 1999 : Jacques Haurogné - Le Pool
- 1999 : Maestros solistas de gaïta
- 2000 : Bretagne cornemuse aventures (Coop Breizh)
- 2003 : Carlos Nuñez - Almas de fisterra (Sony Music)

## Théâtre, cinéma...
- 1994 : Looking at you, de Gregory Motton, mise en scène par Eric Vigner
- 1995 : Finis Terrae, musique du film de Jean Epstein